# William Berry (1er vicomte Camrose)
Pour les articles homonymes, voir Berry (homonymie).
William Ewert Berry (23 juin 1879, Merthyr Tydfil - 15 juin 1954), 1er vicomte Camrose (en), est un homme de presse britannique.

## Biographie
Frère de Gomer Berry (1er vicomte Kemsley) et de Seymour Berry (1er baron Buckland), il débuta comme journaliste et fonda son propre journal, Advertising World, en 1901. Il fit fortune en publiant le magazine The War Illustrated, vendu à 750000 exemplaires. En partenariat avec son jeune frère Gomer, il rachète le Sunday Times en 1915, dont il devient le rédacteur en chef. En 1919, il acquiert le Financial Times.
En 1924, les frères Berry s'associe avec Sir Edward Iliffe et rachètent le Daily Dispatch, le Manchester Evening Chronicle, le Sunday Chronicle, le Sunday News (en) et le Sunday Graphic, puis le Western Mail, le Daily Telegraph en 1927 et le Morning Post en 1937. Il devient président et rédacteur en chef du Daily Telegraph.
William Berry est fait baronnet en 1921, Baron Camrose en 1929 et Vicomte Camrose (en) en 1941.
Il aide financièrement Winston Churchill après la Seconde Guerre mondiale.
Il est le père de Seymour Berry (2e vicomte Camrose) et de William Michael Berry.